# Natação nos Jogos Olímpicos de Verão de 2008 - 200 m livre feminino
A competição dos 200m livre feminino  nos Jogos Olímpicos de Verão de 2008 aconteceram nos dias 11 e 13 de Agosto no Centro Aquático Nacional de Pequim.

## Medalhistas
| Ouro   | ITA Federica Pellegrini |
| Prata  | SLO Sara Isaković       |
| Bronze | CHN Pang Jiaying        |

## Recordes
Antes desta competição, os recordes mundiais e olímpicos da prova eram os seguintes:
| Tipo | Atleta              | Tempo   | Local     | Data                   | Ref |
| ---- | ------------------- | ------- | --------- | ---------------------- | --- |
|      | FRA Laure Manaudou  | 1:55.52 | Melbourne | 28 de março de 2007    | ver |
|      | GDR Heike Friedrich | 1:57.65 | Seul      | 21 de setembro de 1988 |     |

## Eliminatórias

### Eliminatória 1
| # | Pista | Name                     | País          | Tempo   | Notas |
| - | ----- | ------------------------ | ------------- | ------- | ----- |
| 1 | 4     | Natilya Khudyakova       | UKR Ucrânia   | 2:02.27 |       |
| 2 | 5     | Natthanan Junkrajang     | THA Tailândia | 2:02.88 |       |
| 3 | 2     | Milica Ostojic           | SRB Sérvia    | 2:03.19 |       |
| 4 | 7     | Heysi Villarrael         | CUB Cuba      | 2:03.23 |       |
| 5 | 3     | Anja Trišić              | CRO Croácia   | 2:03.57 |       |
| 6 | 6     | Sigrun Bra Sverrisdottir | ISL Islândia  | 2:04.82 |       |

### Eliminatória 2
| # | Pista | Name                  | País              | Tempo   | Notas |
| - | ----- | --------------------- | ----------------- | ------- | ----- |
| 1 | 4     | Elina Partoka         | EST Estônia       | 2:00.64 |       |
| 2 | 5     | Nina Rangelova        | BUL Bulgária      | 2:00.66 |       |
| 3 | 7     | Hoi Shun Stephanie Au | HKG Hong Kong     | 2:00.85 |       |
| 4 | 2     | Lousie Mai Jansen     | DEN Dinamarca     | 2:01.30 |       |
| 5 | 6     | Lynette Lim           | SIN Singapura     | 2:02.30 |       |
| 6 | 8     | Christine Malliet     | LUX Luxemburgo    | 2:02.91 |       |
| 7 | 3     | Melanie Nocher        | IRL Irlanda       | 2:04.29 |       |
| 8 | 1     | Lee Keora             | KOR Coreia do Sul | 2:05.71 |       |

### Eliminatória 3
| # | Pista | Name                | País              | Tempo   | Notas |
| - | ----- | ------------------- | ----------------- | ------- | ----- |
| 1 | 5     | Ranomi Kromowidjojo | NED Países Baixos | 2:00.02 |       |
| 2 | 7     | Joerdis Steinegger  | AUT Áustria       | 2:00.52 |       |
| 3 | 1     | Anna Stylianou      | CYP Chipre        | 2:00.55 |       |
| 4 | 6     | Monique Ferreira    | BRA Brasil        | 2:00.64 |       |
| 5 | 3     | Paulina Barzycka    | POL Polônia       | 2:00.92 |       |
| 6 | 4     | Melissa Corfe       | RSA África do Sul | 2:00.95 |       |
| 7 | 8     | Chin-Kuei Yang      | TPE Taipé Chinês  | 2:02.84 |       |
| 8 | 2     | Eleni Kosti         | GRE Grécia        | 2:04.55 |       |

### Eliminatória 4
| # | Pista | Name                    | País               | Tempo   | Notas |
| - | ----- | ----------------------- | ------------------ | ------- | ----- |
| 1 | 2     | Pang Jiaying            | CHN China          | 1:57.37 | Q, OR |
| 2 | 4     | Schmitt Allison         | USA Estados Unidos | 1:57.38 | Q, OR |
| 3 | 3     | Camelia Alina Potec     | ROU Romênia        | 1:57.65 | Q     |
| 4 | 5     | Joanne Jackson          | GBR Grã-Bretanha   | 1:58.00 | Q     |
| 5 | 7     | Stephanie Horner        | CAN Canadá         | 1:58.35 |       |
| 6 | 1     | Melania Felicitas Costa | ESP Espanha        | 1:59.50 |       |
| 7 | 8     | Maki Mita               | JPN Japão          | 1:59.96 |       |
| 8 | 6     | Annika Lurz             | GER Alemanha       | 1:59.98 |       |

### Eliminatória 5
| # | Pista | Name                     | País             | Tempo   | Notas |
| - | ----- | ------------------------ | ---------------- | ------- | ----- |
| 1 | 4     | Sara Isaković            | SLO Eslovênia    | 1:55.86 | Q, OR |
| 2 | 3     | Caitlin McClatchey       | GBR Grã-Bretanha | 1:56.97 | Q, OR |
| 3 | 5     | Bronte Barratt           | AUS Austrália    | 1:57.75 | Q     |
| 4 | 2     | Ophelie-Cyrielle Etienne | FRA França       | 1:57.93 | Q     |
| 5 | 6     | Josefin Lillhage         | SWE Suécia       | 1:57.98 | Q     |
| 6 | 1     | Ida Marko-Varga          | SWE Suécia       | 1:58.21 | Q     |
| 7 | 7     | Petra Dallman            | GER Alemanha     | 2:00.21 |       |
| 8 | 8     | Genevieve Saumur         | CAN Canadá       | 2:00.49 |       |

### Eliminatória 6
| # | Pista | Name                | País               | Tempo   | Notas |
| - | ----- | ------------------- | ------------------ | ------- | ----- |
| 1 | 5     | Federica Pellegrini | ITA Itália         | 1:55.45 | Q, WR |
| 2 | 4     | Katie Hoff          | USA Estados Unidos | 1:57.20 | Q     |
| 3 | 2     | Agnes Mutina        | HUN Hungria        | 1:57.25 | Q     |
| 4 | 1     | Haruka Ueda         | JPN Japão          | 1:57.64 | Q     |
| 5 | 3     | Linda MacKenzie     | AUS Austrália      | 1:57.96 | Q     |
| 6 | 6     | Aurore Mongel       | FRA França         | 1:58.11 | Q     |
| 7 | 7     | Qianwei Zhu         | CHN China          | 1:59.52 |       |
| 8 | 8     | Daria Belyakina     | RUS Rússia         | 1:59.72 |       |

## Semifinais

### Semifinal 1
| # | Pista | Name            | País               | Tempo   | Notas |
| - | ----- | --------------- | ------------------ | ------- | ----- |
| 1 | 4     | Sara Isaković   | SLO Eslovênia      | 1:56.50 | Q     |
| 2 | 5     | Katie Hoff      | USA Estados Unidos | 1:57.01 | Q     |
| 3 | 3     | Pang Jiaying    | CHN China          | 1:57.34 | Q     |
| 4 | 2     | Bronte Barratt  | AUS Austrália      | 1:57.55 | Q     |
| 5 | 7     | Linda MacKenzie | AUS Austrália      | 1:58.19 |       |
| 6 | 6     | Haruka Ueda     | JPN Japão          | 1:58.44 |       |
| 7 | 1     | Joanne Jackson  | GBR Grã-Bretanha   | 1:58.70 |       |
| 8 | 8     | Ida Marko-Varga | SWE Suécia         | 1:59.41 |       |

### Semifinal 2
| # | Pista | Nome                     | País               | Tempo   | Notas |
| - | ----- | ------------------------ | ------------------ | ------- | ----- |
| 1 | 4     | Federica Pellegrini      | ITA Itália         | 1:57.23 | Q     |
| 2 | 2     | Camelia Alina Potec      | ROU Romênia        | 1:57.71 | Q     |
| 3 | 5     | Caitlin McClatchey       | GBR Grã-Bretanha   | 1:57.73 | Q     |
| 4 | 7     | Ophelie-Cyrielle Etienne | FRA França         | 1:58.00 | Q     |
| 5 | 6     | Schmitt Allison          | USA Estados Unidos | 1:58.01 |       |
| 6 | 8     | Aurore Mongel            | FRA França         | 1:58.08 |       |
| 7 | 3     | Agnes Mutina             | HUN Hungria        | 1:58.15 |       |
| 8 | 1     | Josefin Lillhage         | SWE Suécia         | 1:59.29 |       |

## Final
| #                 | Pista | Name                     | País               | Tempo   | Notas |
| ----------------- | ----- | ------------------------ | ------------------ | ------- | ----- |
| Medalha de ouro   | 4     | Federica Pellegrini      | ITA Itália         | 1:54.82 | WR    |
| Medalha de prata  | 5     | Sara Isaković            | SLO Eslovênia      | 1:54.97 |       |
| Medalha de bronze | 3     | Pang Jiaying             | CHN China          | 1:55.05 |       |
| 4                 | 5     | Katie Hoff               | USA Estados Unidos | 1:55.78 |       |
| 5                 | 7     | Camelia Alina Potec      | ROU Romênia        | 1:56.87 |       |
| 6                 | 1     | Caitlin McClatchey       | GBR Grã-Bretanha   | 1:57.65 |       |
| 7                 | 2     | Bronte Barratt           | AUS Austrália      | 1:57.83 |       |
| 8                 | 8     | Ophelie-Cyrielle Etienne | FRA França         | 1:57.83 |       |

Legenda
| Recorde mundial      | Recorde mundial (World record)               |                       | Recorde africano                      | Recorde africano (African) |                                           | Q | Classificado por posição (Qualified) |
| Recorde olímpico     | Recorde olímpico (Olympic record)            | Recorde da América    | Recorde da América (Americas)         | q                          | Classificado por melhor tempo (Qualified) |   |                                      |
| Melhor marca do ano  | Melhor marca do ano (World leading)          | Recorde asiático      | Recorde asiático (Asian)              | DNS                        | Não largou (Did not start)                |   |                                      |
| Recorde nacional     | Recorde nacional (National record)           | Recorde europeu       | Recorde europeu (European)            | DNF                        | Não terminou (Did not finish)             |   |                                      |
| Recorde pessoal      | Recorde pessoal do atleta (Personal best)    | Recorde da Oceania    | Recorde da Oceania (Oceania)          | DSQ / DQ                   | Desclassificado (Disqualified)            |   |                                      |
| Recorde da temporada | Recorde da temporada do atleta (Season best) | Recorde sul-americano | Recorde sul-americano (South America) | NM                         | Sem marca (No mark)                       |   |                                      |